# 日本大学大学院法務研究科
日本大学大学院法務研究科（にほんだいがくだいがくいんほうむけんきゅうか、Nihon University Law School）は、日本大学法学部キャンパス内に併設する法務を研究する専門職大学院である。
通称は、日大のロースクール（日大法科大学院、日本大学法科大学院）である。特に司法試験の対策を行っている。

## 概要
日本大学は明治22年（1889年）に「日本法律学校」として開学以来、法曹界に多くの人材を輩出してきた。この130年の長きにわたる伝統と「自主創造」の教育理念のもと、日本大学法科大学院は、社会で高い能力を発揮できる法曹養成に取り組んでいる。
日大法科大学院はカリキュラムに工夫をこらし、授業は双方向の参加型学修を重視し、その学修効果を最大限に高められるように１クラス25名程度の少人数の授業にしている。例えば、授業では事例問題を課題とし、予習により得た知識と、解決策を導いた法的思考プロセスの是非を論じるなどして、授業での学生の発言を中心に進めていく。また、実務家として法曹の力を高めるために、法律実務基礎科目をカリキュラムで重視している。
それらの教育の効果は司法試験の合格結果にも表れている。
2019年（平成30年）は9人、2020年（令和元年）は14人、2021年（令和2年）は21人、2022年（令和3年）は17人、2023年（令和4年）は24人、となっている。

## 沿革
- 2004年（平成16年）4月 - 旧主婦の友社本社ビルを日本大学が購入（日本大学カザルスホール）、同地に法科大学院（ロースクール）を開設。
- 2014年（平成26年）4月 - 日本大学法学部・大学院法学研究科及び新聞学研究科のある神田三崎町の現校地に移転（法学部13号館、14号館、15号館を使用）。

## 法務研究科
- 法務専攻（専門職学位課程）

### 施設
- 自習室
- 図書室
- 学生ラウンジ
- コンピュータ演習室

## 交通アクセス
所在地：東京都千代田区神田三崎町2-2-3　日本大学大学院事務局事務課法務研究科事務室
法学部13号館、法学部14号館、法学部15号館。
- JR中央・総武線（各駅停車）、都営地下鉄三田線、水道橋駅下車徒歩3分
- 都営地下鉄三田線・新宿線、東京メトロ半蔵門線、神保町駅下車徒歩5分